# ألبرت ويليام ستيفنز
ألبرت ويليام ستيفنز (بالإنجليزية: Albert William Stevens) هو قائد منطاد ‏ ومصور أمريكي، ولد في 13 مارس 1886 في بلفاست في الولايات المتحدة، وتوفي في 26 مارس 1949 في ريدوود في الولايات المتحدة.

## وصلات خارجية
- ألبرت ويليام ستيفنز على موقع الموسوعة البريطانية (الإنجليزية)